# Zákon a pořádek: Zločinné úmysly
Zákon a pořádek: Zločinné úmysly (též Právo a pořádek: Zločinné úmysly, v anglickém originále Law & Order: Criminal Intent) je americký kriminální televizní seriál, jehož autorem je René Balcer. Jedná se v pořadí o druhý spin-off seriálu Dicka Wolfa Zákon a pořádek. Premiérově byl vysílán na stanici NBC v letech 2001–2007 a následně v letech 2007–2011 na stanici USA Network. Celkem vzniklo 195 dílů rozdělených do deseti řad. Hlavní dvojice detektivů, Robert Goren (Vincent D'Onofrio) a Alexandra Eamesová (Kathryn Erbe), jsou jediné dvě postavy, které se vyskytují téměř v celém seriálu.

## Příběh
Seriál je zaměřen na vyšetřování nejtěžších zločinů v New Yorku, což zajišťuje elitní jednotka místní policie – Oddělení závažných případů. Nejlepší detektivové se zaměřují na ostře sledované případy, především vraždy, do nichž jsou nezřídka různě zapleteni místní politici a úředníci, celebrity, finančníci či umělci. Hlavními vyšetřovateli jsou Robert Goren (Vincent D'Onofrio) a Alexandra Eamesová (Kathryn Erbe), které v pozdějších řadách seriálu doplňují, případně alternují, další detektivové.

## Obsazení
- Vincent D'Onofrio (český dabing: Josef Vrtal [Nova/Prima, 1., 2., 4.–9. řada], Libor Hruška [Nova/Prima, 3. řada], Luděk Čtvrtlík [Hallmark/Universal, 1.–7. řada], Libor Terš [Hallmark/Universal, 8.–10. řada]) jako detektiv Robert Goren
- Kathryn Erbe (český dabing: Apolena Veldová [Nova/Prima], Jitka Moučková [Hallmark/Universal, 1.–8. řada], Dana Černá [Hallmark/Universal, 9.–10. řada]) jako detektiv Alexandra Eamesová
- Jamey Sheridan (český dabing: Jiří Plachý [Nova/Prima], Bohuslav Kalva [Hallmark/Universal]) jako kapitán James Deakins (1.–5. řada)
- Courtney B. Vance (český dabing: Petr Rychlý [Nova/Prima, 1.–3. řada], Ladislav Cigánek [Nova/Prima, 4.–5. řada], Tomáš Juřička [Hallmark/Universal]) jako Ron Carver (1.–5. řada)
- Chris Noth (český dabing: Pavel Šrom [Nova/Prima, 4. řada], Pavel Vondra [Nova/Prima, 5.–7. řada], Ludvík Král [Hallmark/Universal]) jako detektiv Mike Logan (5.–7. řada, jako host ve 4. řadě)
- Annabella Sciorra (český dabing: Ivana Milbachová [Nova/Prima], ? [Hallmark/Universal]) jako detektiv Carolyn Bareková (5. řada)
- Eric Bogosian (český dabing: Jiří Čapka [Nova/Prima], Jiří Hromada [Hallmark/Universal, 6.–8. řada], Jiří Čapka [Hallmark/Universal, 9. řada]) jako kapitán Danny Ross (6.–9. řada)
- Julianne Nicholson (český dabing: Jitka Ježková [Nova/Prima], ? [Hallmark/Universal]) jako detektiv Megan Wheelerová (6.–8. řada)
- Alicia Witt (český dabing: Martina Kechnerová [Nova/Prima], ? [Hallmark/Universal]) jako detektiv Nola Falacciová (7. řada)
- Jeff Goldblum (český dabing: Pavel Trávníček [Nova/Prima], Ludvík Král [Hallmark/Universal]) jako detektiv Zack Nichols (8.–9. řada)
- Saffron Burrows (český dabing: Dana Černá [Nova/Prima], ? [Hallmark/Universal]) jako detektiv Serena Stevensová (9. řada)
- Mary Elizabeth Mastrantonio (český dabing: ?) jako kapitán Zoe Callasová (9. řada)

## Vysílání
| Řada | Díly | Premiéra v USA  | Premiéra v USA   | Premiéra v ČR     | Premiéra v ČR     | Stanice v USA |
| Řada | Díly | První díl       | Poslední díl     | První díl         | Poslední díl      | Stanice v USA |
| ---- | ---- | --------------- | ---------------- | ----------------- | ----------------- | ------------- |
| 1    | 22   | 30. září 2001   | 10. května 2002  | 2. ledna 2005     | 7. srpna 2005     | NBC           |
| 2    | 23   | 29. září 2002   | 18. května 2003  | 14. srpna 2005    | 29. ledna 2006    | NBC           |
| 3    | 21   | 28. září 2003   | 23. května 2004  | 5. února 2006     | 21. června 2006   | NBC           |
| 4    | 23   | 26. září 2004   | 25. května 2005  | 2. ledna 2007     | 1. února 2007     | NBC           |
| 5    | 22   | 25. září 2005   | 14. května 2006  | 25. července 2007 | 11. září 2007     | NBC           |
| 6    | 22   | 19. září 2006   | 21. května 2007  | 17. září 2007     | 23. října 2007    | NBC           |
| 7    | 22   | 4. října 2007   | 24. srpna 2008   | 8. září 2008      | 14. října 2008    | USA Network   |
| 8    | 16   | 19. dubna 2009  | 9. srpna 2009    | 4. září 2009      | 23. října 2009    | USA Network   |
| 9    | 16   | 30. března 2010 | 6. července 2010 | 10. září 2010     | 17. prosince 2010 | USA Network   |
| 10   | 8    | 1. května 2011  | 26. června 2011  | 9. září 2011      | 30. září 2011     | USA Network   |